# Brian Baumgartner
Brian Bruce Baumgartner (Atlanta, 29 november 1972) is een Amerikaans acteur en filmproducent. 

## Biografie
Baumgartner doorliep de high school aan de Westminister High School in Atlanta en studeerde hierna in 1995 af met een bachelor of fine arts aan de Southern Methodist University in Dallas (Texas). Na zijn studie verhuisde hij naar Minneapolis waar hij als toneelregisseur in het theater waarvoor hij diverse keren onderscheiden werd. Daarna verhuisde hij naar Los Angeles voor zijn acteercarrière voor televisie. 
Baumgartner begon in 2001 met acteren in de film Herman U.S.A., waarna hij nog meerdere rollen speelde in films en televisieseries. Hij is vooral bekend van zijn rol als Kevin Malone in de televisieserie The Office US waar hij in 187 afleveringen speelde (2005-2013). Voor deze rol won hij in 2008 samen met de cast een TV Land Award, en in 2007 en 2008 won hij samen met de cast voor deze rol een Screen Actors Guild Awards. 
Baumgartner is in april 2014 getrouwd. 

## Filmografie

### Films
Uitgezonderd korte films.
- 2021 Rumble - als Klonk (stem)
- 2020 Electric Jesus - als Skip WIck
- 2020 My Boyfriend's Meds - als Chase
- 2018 One Last Night - als Escott
- 2016 Diagnosis Delicious - als Ed Paulson
- 2016 Ghostbusters - als Frank
- 2016 Ordinary World - als Rupert
- 2012 The Last Push – als Bob Jansen
- 2010 Dirty Girl – als conciërge
- 2009 Into Temptation – als Ralph O'Brien
- 2008 Anywhere But Home – als Eric
- 2007 License to Wed – als Jim
- 2001 Herman U.S.A. – als Roger

### Televisieseries
Uitgezonderd eenmalige gastrollen.
- 2023 The Other Black Girl - als Colin Franklin - 3 afl.
- 2022 In the Ring with Daisy King - als Klonk - 2 afl.
- 2020-2021 Trash Truck - als Walter - 24 afl.
- 2017 Good Behavior - als beveiliger - 2 afl.
- 2017 Hand of God - als dr. Olonari - 4 afl.
- 2015 Melissa & Joey - als Hank Jeffers - 3 afl.
- 2013-2015 Hot in Cleveland - als Claude - 2 afl.
- 2014 The Bridge – als Gary – 2 afl.
- 2005-2013 The Office US – als Kevin Malone – 187 afl.
- 2011 The Office: The Girl Next Door – als Kevin Malone - ? afl.
- 2010 The Office: The 3rd Floor – als Kevin Malone – 3 afl.
- 2009 The Office: Subtle Sexuality – als Kevin Malone - ? afl.
- 2008 The Office: Kevin's Loan – als Kevin Malone – 4 afl.
- 2006 The Office: The Accountants – als Kevin Malone – 10 afl.

### Filmproducent
- 2020 An Oral History of the Office - podcastserie
- 2012 Training for Tahoe 2 – film
- 2011 Training for Tahoe: Brian and His Famous Fans – film
- 2010 Golf Therapy: Life, Lessons & the Pursuit of Par – film

- Gemeinsame Normdatei: 1061048446
- International Standard Name Identifier: 0000 0004 4885 7775
- Library of Congress Control Number: no2016135247
- Virtual International Authority File: 312620118
- WorldCat: E39PBJB8wjbJ4YGRjTVTmC6h73